# Sibsagar (huyện)
Huyện Sibsagar là một huyện thuộc bang Assam, Ấn Độ. Thủ phủ huyện Sibsagar đóng ở Sibsagar. Huyện Sibsagar có diện tích 2668 ki lô mét vuông. Đến thời điểm năm 2001, huyện Sibsagar có dân số 1052802 người.